# Borough (metropolitana di Londra)
Borough è una stazione della metropolitana di Londra, situata sulla linea Northern.

## Storia
La stazione fu aperta il 18 dicembre 1890 come parte della prima metropolitana di profondità, la City & South London Railway (C&SLR) e fu ricostruita negli anni 1920 quando si ampliarono le gallerie. Dopo essere stata trascurata per molti anni, che risultarono nell'essere una delle stazioni meno curate di tutta la metropolitana, la stazione è stata completamente rinnovata; il progetto è quasi completato.
Nonostante poco rimanga della stazione originale, Borough è la più settentrionale delle stazioni originali della C&SLR. A nord la ferrovia originariamente seguiva un tracciato differente rispetto all'attuale, con le gallerie che raggiungevano il capolinea originale a King William Street. Questo percorso fu abbandonato e nuove gallerie con direzione London Bridge e Moorgate furono costruite ed aperte nel 1900.
Durante la Seconda guerra mondiale, parte dei tunnel in disuso con direzione King William Street furono adattati come un grande pubblico rifugio antiaereo dal consiglio del borough, fatto ricordato con una targa sul lato dell'edificio attuale.

## Strutture e impianti
L'entrata della stazione è in Borough High Street (parte della A3), all'angolo con Marshalsea Road. La A2 termina di fronte alla stazione.

Un ascensore permette ai passeggeri di accedere al binario con direzione nord senza usare scale, mentre è necessario percorrere una piccola rampa di scale per raggiungere il binario in direzione sud.
La stazione di Borough è compresa nella Travelcard Zone 1.

## Galleria d'immagini

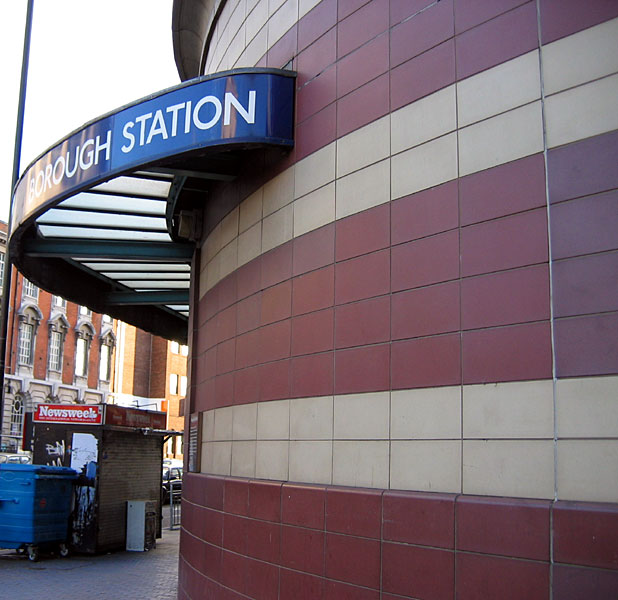
Vista da Marshalsea Road
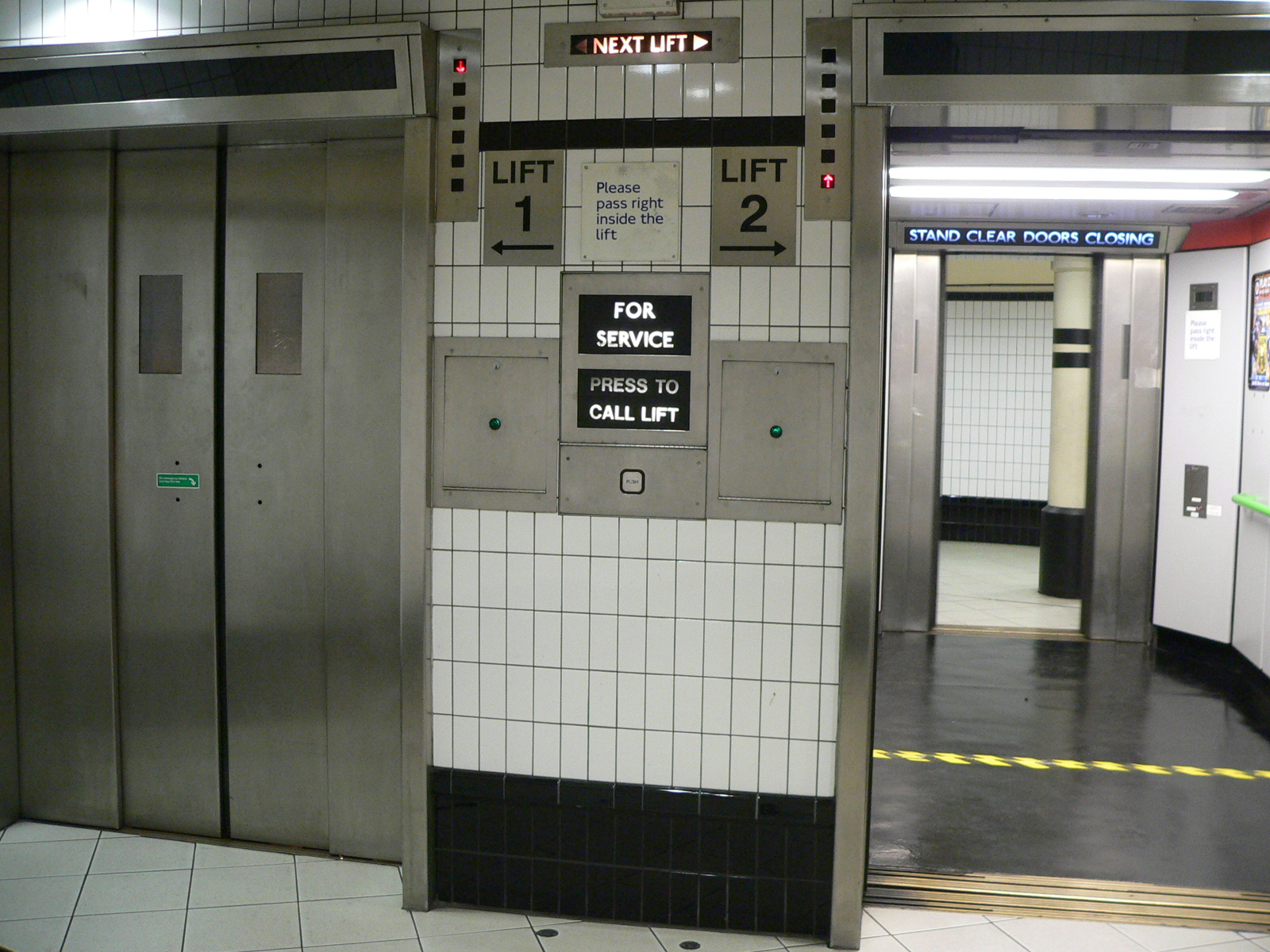
Due ascensori danno accesso ai binari